# Twierdzenie o aproksymacji symplicjalnej
W topologii algebraicznej twierdzenie o aproksymacji symplicjalnej mówi, że dowolne przekształcenie ciągłe między realizacjami kompleksów symplicjalnych da się dobrze przybliżyć przez odwzorowanie symplicjalne.

## Definicje
Gwiazdą wokół wierzchołka dla danego wierzchołka {\displaystyle s} kompleksu symplicjalnego {\displaystyle K} nazywamy podkompleks składający się z wszystkich simpleksów {\displaystyle K,} które zawierają wierzchołek {\displaystyle s.} Gwiazdę wokół wierzchołka {\displaystyle s} oznaczamy {\displaystyle St(s).}
Aproksymacją symplicjalną funkcji ciągłej {\displaystyle g\colon |K|\to |L|} nazywamy takie odwzorowanie symplicjalne {\displaystyle f\colon K\to L} (tj. takie, odwzorowanie wierzchołków {\displaystyle f\colon K\to L.} że jeśli sympleks {\displaystyle \sigma \in K} jest sympleksem to {\displaystyle f(\sigma )} jest sympleksem w {\displaystyle L}), że spełniony jest następujący warunek:
{\displaystyle \forall v:g(St(v))\subset St(f(v)).}

## Treść twierdzenia
Niech {\displaystyle K} będzie skończonym kompleksem symplicjalnym, a {\displaystyle f\colon |K|\to |L|} odwzorowaniem ciągłym. Wówczas istnieje takie {\displaystyle n\geqslant 0} oraz odwzorowanie symplicjalne {\displaystyle g\colon K^{(n)}\to L} będące aproksymacją symplicjalną {\displaystyle f,} gdzie {\displaystyle K^{(n)}} jest {\displaystyle n}-tym podziałem barycentrycznym kompleksu {\displaystyle K.}

## Zastosowania
Jeśli {\displaystyle K} jest kompleksem symplicjalnym o wymiarze {\displaystyle n,} a {\displaystyle L} jest kompleksem symplicjalnym o wymiarze {\displaystyle m} oraz {\displaystyle n<m,} to z twierdzenia o aproksymacji symplicjalnej wynika, że dla dowolnej ciągłej funkcji {\displaystyle f\colon |K|\to |L|} istnieje homotopijne z nią odwzorowanie {\displaystyle g,} które nie jest suriekcją. W szczególności, wszystkie funkcje ciągłe {\displaystyle \mathbb {S} ^{n}\to \mathbb {S} ^{m}} dla {\displaystyle n<m} są nieistotne (tj. homotopijne z odwzorowaniem stałym), bo ich obraz zawiera się w pewnej sferze z wyjętym punktem, a ta jest ściągalna.